# Amsterdam (schip, 2000)
De Amsterdam is een cruiseschip in dienst van de Holland-Amerika Lijn, genoemd naar de stad Amsterdam. De MS Amsterdam is een zusterschip van de Rotterdam, Zaandam en de Volendam.
De Amsterdam vaart in 2017, 2018 en 2019 de wereldcruise en in de zomerperioden cruises in Alaska. Tijdens de periode dat de Amsterdam in Alaska vaart, is de thuishaven Seattle.
Aan boord van de Amsterdam is een kunstcollectie van hoge waarde. In het Atrium van de Amsterdam is een Astrolabium te vinden van 3 dekken hoog.
Inmiddels is het schip uit de vloot.

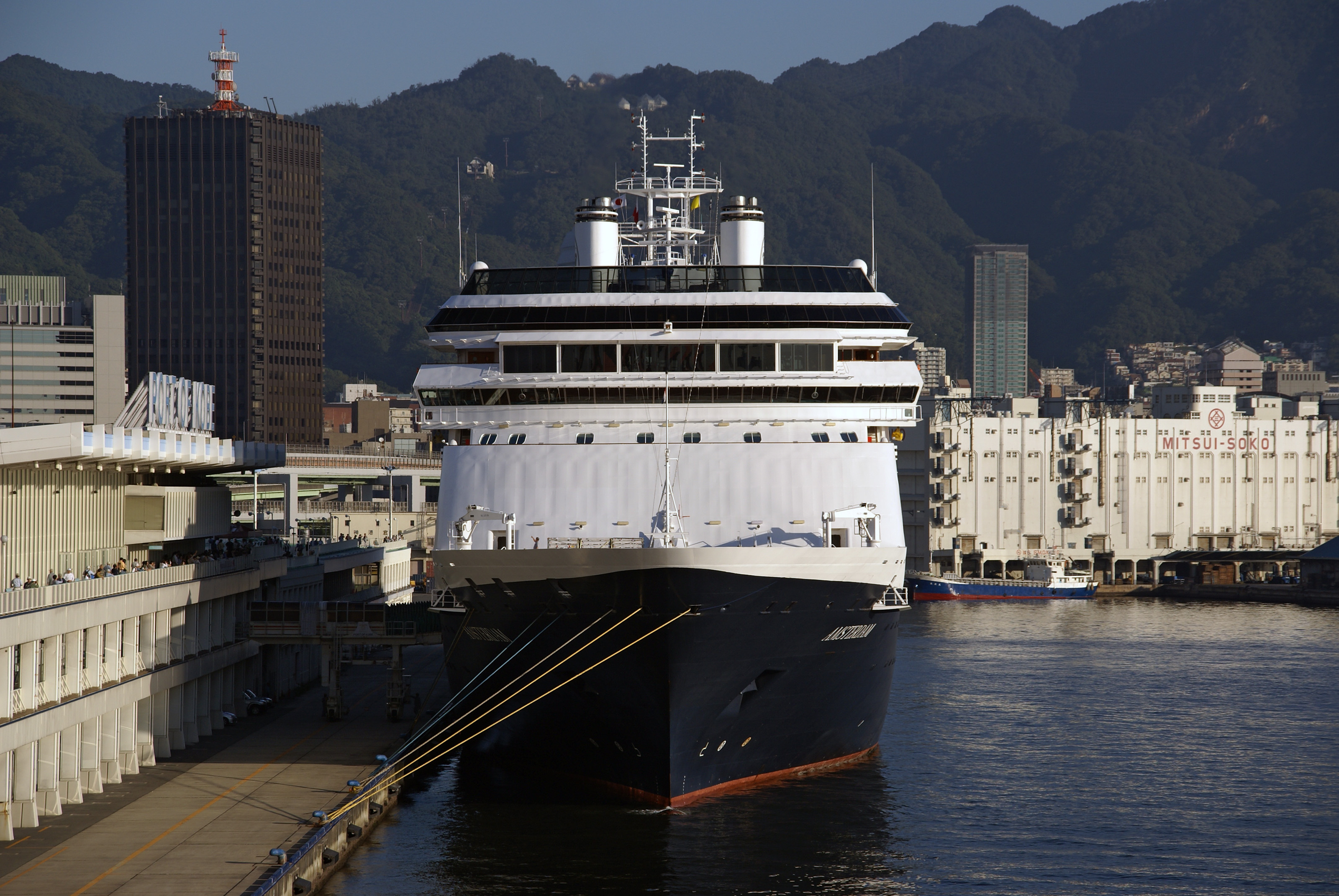
De MS Amsterdam in de haven van Kobe